# مجمع حطين
مجمع حطين بلدة سوريّة تتبع إداريّاً لمحافظة حلب منطقة منبج ناحية مسكنة، يبلغ تعداد سكانها 10,000 نسمة حسب التعداد السكاني لعام 2011.